# Taraklı

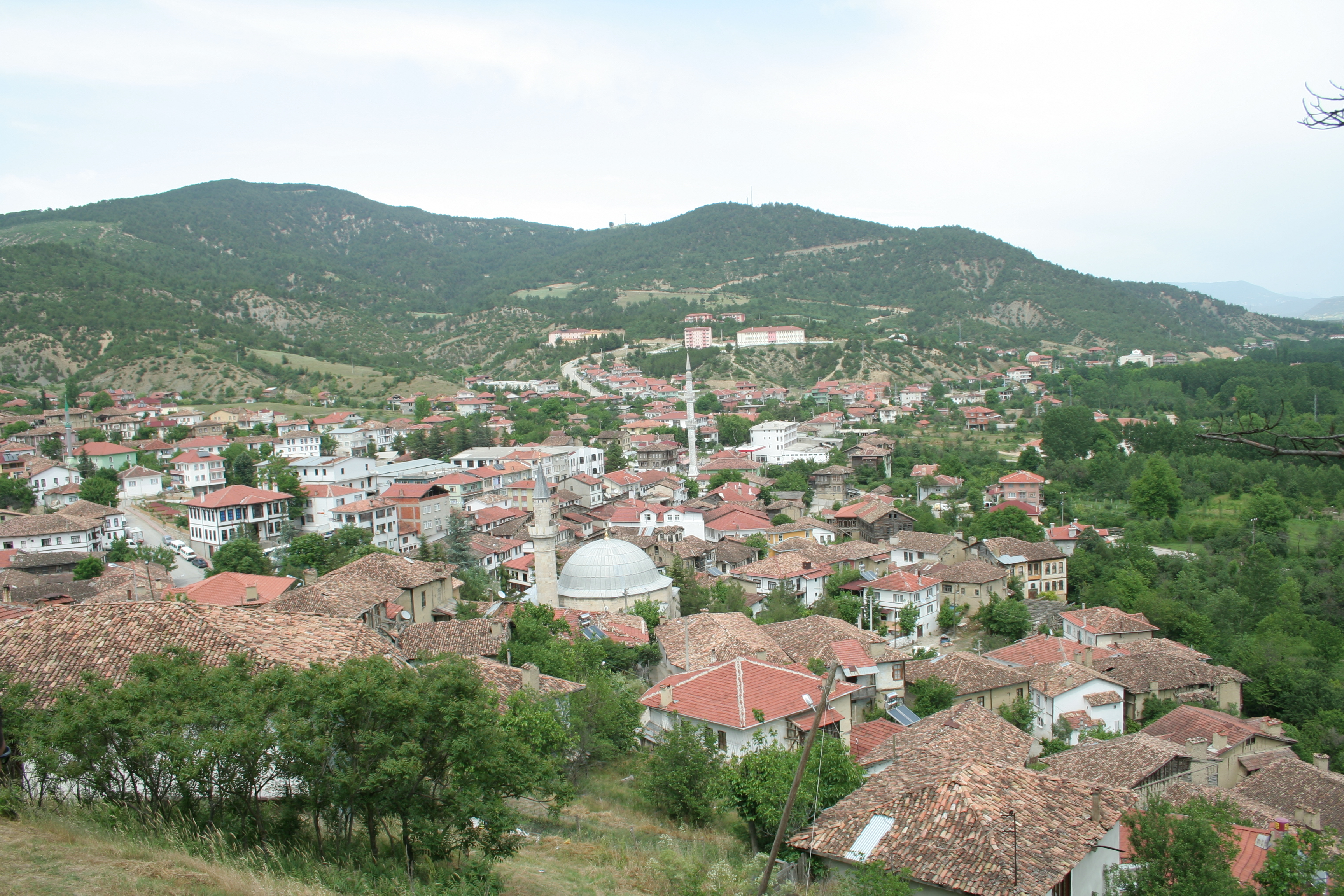
A panoramic view of Taraklı

Taraklı là một huyện thuộc tỉnh Sakarya, Thổ Nhĩ Kỳ. Huyện có diện tích 332 km² và dân số thời điểm năm 2007 là 7503 người, mật độ 23 người/km².